# Мітчелл Лангерак
Мі́тчелл Лангера́к (англ. Mitchell Langerak, нар. 22 серпня 1988, Емералд) — австралійський футболіст, воротар збірної Австралії і японського клубу «Нагоя Грампус».

## Клубна кар'єра
У дорослому футболі дебютував 2007 року виступами за команду клубу «Мельбурн Вікторі», в якій провів три роки, взявши участь у 14 матчах чемпіонату. Частину 2007 року на правах оренди виступав за «Саут Мельбурн»
Влітку 2010 року перейшов у «Боруссію» (Дортмунд), проте програв конкуренцію досвідченом Роману Вайденфеллеру і дуже рідко виходив на поле.
У червні 2015 року інший німецький клуб, «Штутгарт», сплатив за перехід австралійця до своїх лав 3,5 млн. євро і уклав з ним трирічний контракт.

## Виступи за збірні
2006 року був у складі молодіжної збірної Австралії на молодіжному чемпіонаті Азії. На молодіжному рівні зіграв у 5 офіційних матчах.

## Титули і досягнення
- Чемпіон Німеччини (2):

«Боруссія» (Дортмунд): 2010–11, 2011–12
- Володар Кубка Німеччини (1):

«Боруссія» (Дортмунд): 2011-12
- Володар Суперкубка Німеччини (2):

«Боруссія» (Дортмунд): 2013, 2014
- Володар Кубка Джей-ліги (1):

«Наґоя Ґрампус»: 2021
- Володар Кубка Азії з футболу (1):

Австралія: 2015